# Thuyền hơi nước

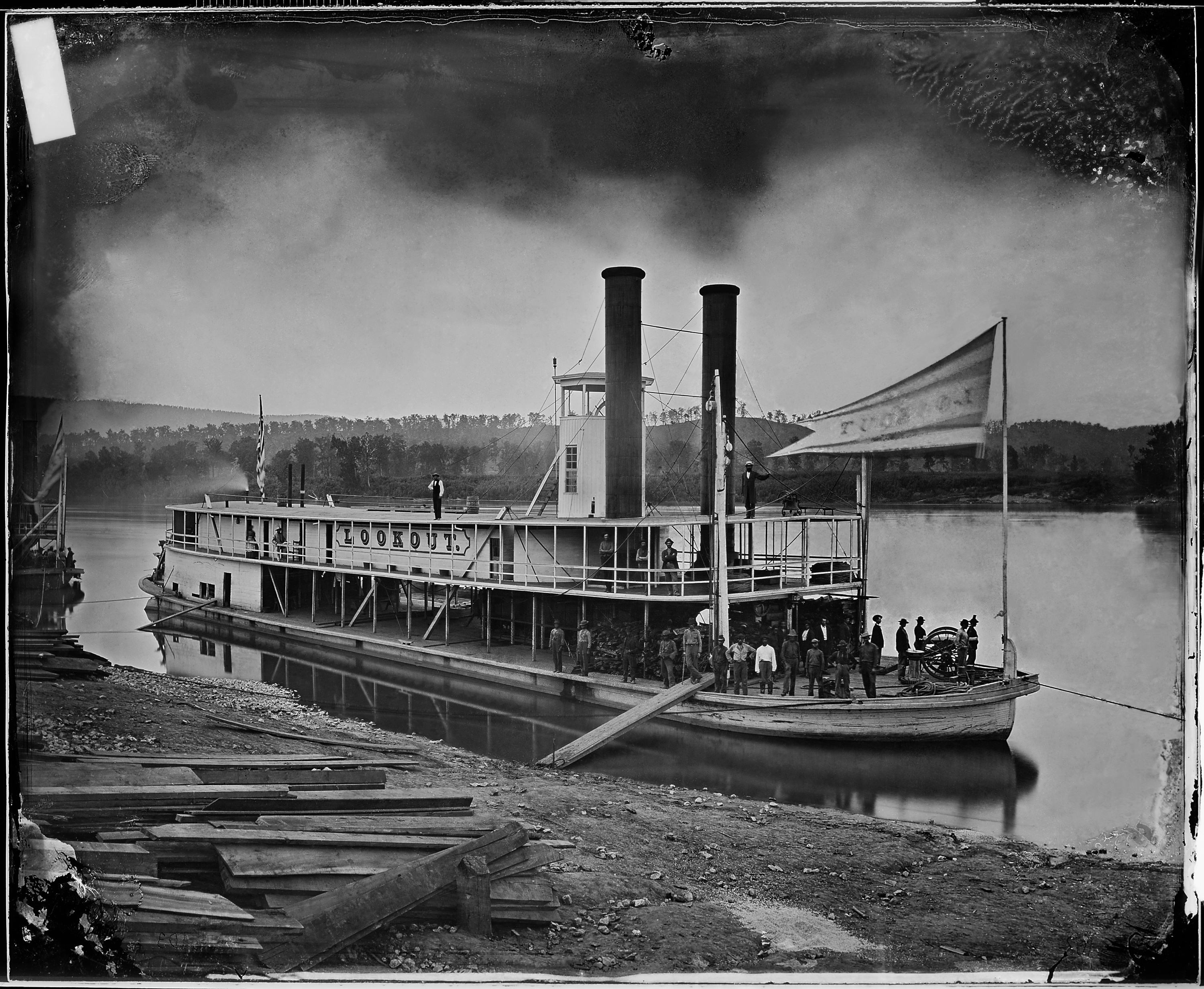
Look out (Transport Steamer) trên sông Tennessee, ca. 1860 - ca. 1865

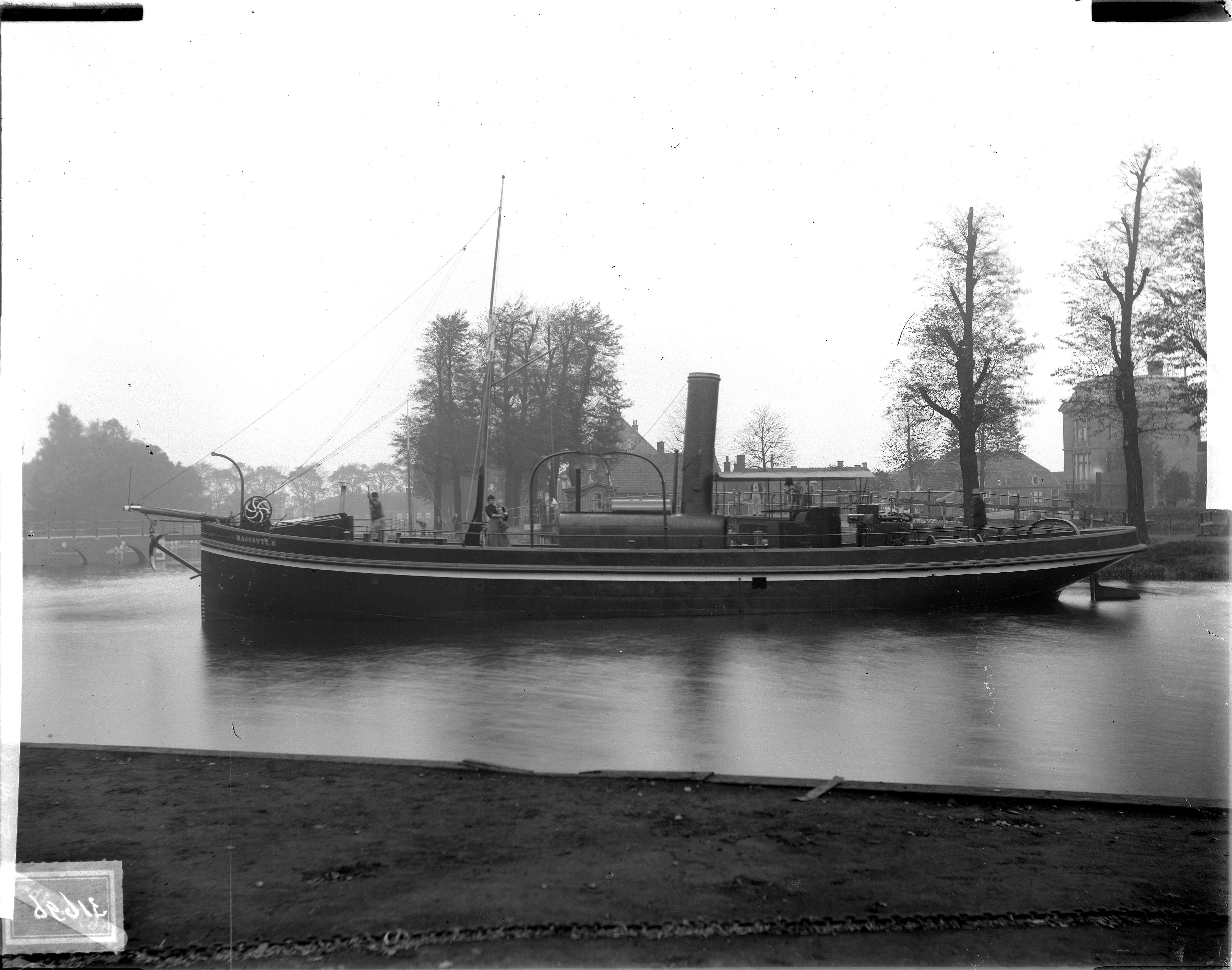
Tàu hơi nước sông Hà Lan Mascotte II

Thuyền hơi nước là một chiếc thuyền dùng lực đẩy chủ yếu bằng năng lượng hơi nước, điển hình là lái cánh quạt hoặc mái chèo. Tàu hơi nước đôi khi sử dụng ký hiệu tiền tố SS, SS hoặc S/S (cho 'Steam Steamer') hoặc PS (cho 'Paddle Steamer'); tuy nhiên, những chỉ định này thường được sử dụng cho tàu hơi nước.
Thuật ngữ thuyền hơi nước được sử dụng để chỉ những chiếc thuyền nhỏ hơn, chạy bằng hơi nước hoạt động trên hồ và sông, đặc biệt là những chiếc thuyền trên sông. Khi sử dụng hơi nước trở nên đáng tin cậy hơn, năng lượng hơi nước được áp dụng cho các tàu lớn hơn, có khả năng vượt biển.